# Carrigkerry
Carrigkerry är en ort i republiken Irland.   Den ligger i grevskapet Ciarraí och provinsen Munster, i den sydvästra delen av landet, 220 km väster om huvudstaden Dublin. Carrigkerry ligger 196 meter över havet och antalet invånare är 180.
Terrängen runt Carrigkerry är platt västerut, men österut är den kuperad. Runt Carrigkerry är det glesbefolkat, med 20 invånare per kvadratkilometer. Närmaste större samhälle är Newcastle West, 7,9 km sydost om Carrigkerry. I omgivningarna runt Carrigkerry växer i huvudsak blandskog.